# Plymalka
Plymalka (Aethia pygmaea) är en liten fågel i familjen alkor inom ordningen vadarfåglar. Arten förekommer i nordöstra Asien och västra Alaska. Den minskar i antal, men beståndet anses ändå vara livskraftigt.

## Kännetecken

### Utseende

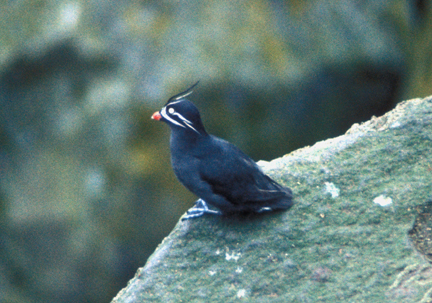

Plymalkan är en liten (17–22 cm), mörkgrå alka, lik tofsalkan men mindre. Den adulta fågeln är praktfull, med sju plymer i ansiktet, varav två sträcker sig bakåt från näbben som ett vitt V. Ögat är vitt och näbben är liten och orangefärgad. Vintertid tappas den övre vita plymen och de övriga är mindre framträdande. Näbben är också mer gulaktig. På vattenytan flyter den rätt högt med den korta stjärten ofta rest. I den snabba flykten tätt ovan vattenytan syns helsvarta vingar och ljusare undergump än hos tofsalkan.

### Läten
Plymalkan är vanligen tyst vintertid, men hörs yttra ett kattungelikt jamande samt ett snabbt tvåstavigt läte i häckningskolonin.

## Utbredning
Fågeln häckar i östra Sibirien och på Aleuterna i Alaska. I Asien hittas den i nordöstra Ochotska havet och Kommendörsöarna söderut till åtminstone centrala Kurilerna, i Aleuterna österut till Four Mountains Island och Krenitzen Island. Vintertid håller den sig mestadels nära häckningsomtådena, men har setts så långt söderut som Hokkaido i Japan och är tillfällig även i norra Berings hav vid exempelvis St. Lawrence Island.

## Systematik
Plymalkan är trots storleksskillnaden närmast släkt med papegojalkan (A. psittacula) och dessa två systergrupp till tofsalkan. Den behandlas som monotypisk, det vill säga att den inte delas in i några underarter.

## Levnadssätt
Plymalkan hittas på öppet hav där starka tidvattensströmmar flyter mellan öar, ofta i stora flockar. Födan består av plankton och småfisk.

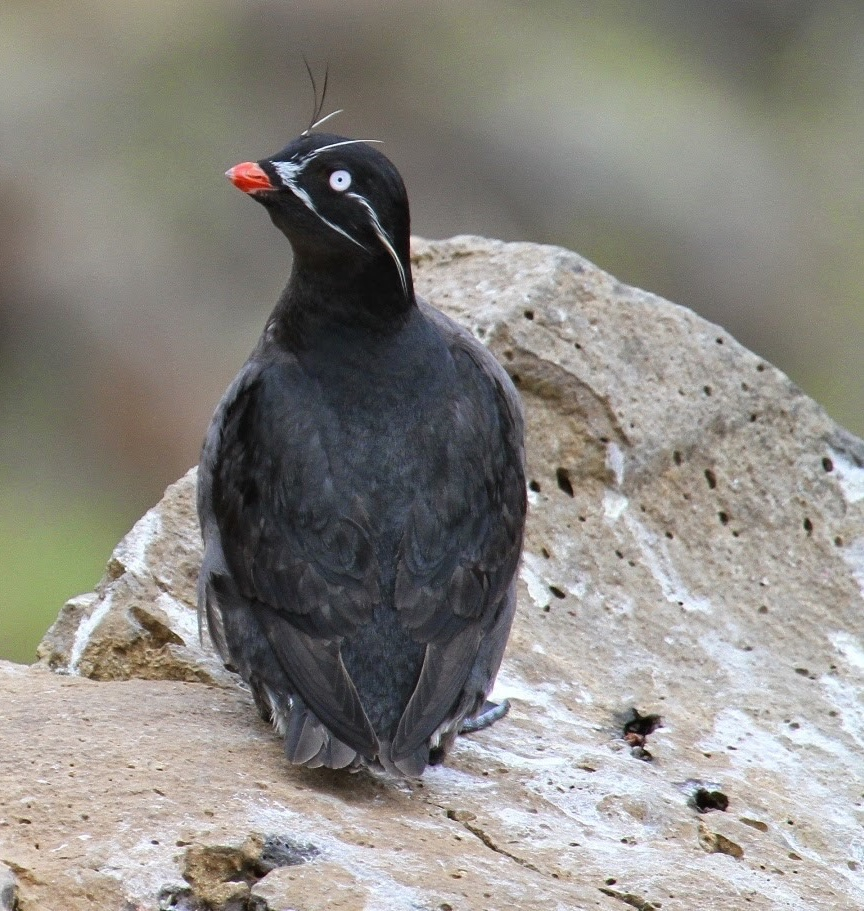

### Häckning
Plymalkan häckar i kolonier i skrevor på klippöar. Häckningsbiologin är dåligt känd, men den lägger troligen sitt enda ägg mellan slutet av maj och början av juni. Studier visar att fågelns plymer hjälper den liksom kattens morrhår att ta sig in och ut ur boet nattetid.

## Status och hot
Arten har ett stort utbredningsområde och en stor population, men tros minska i antal till följd av predation från invasiva arter samt habitatförstörelse. Dock minskar den inte tillräckligt kraftigt för att den ska betraktas som hotad. Internationella naturvårdsunionen IUCN kategoriserar därför arten som livskraftig (LC). Världspopulationen uppskattas till fler än 100.000 individer, varav det i Ryssland häcker färre än 100 par.

## Namn
På svenska har fågeln även kallats mindre tofsalka. Det vetenskapliga namnet pygmaea betyder "dvärg".